# مغان‌جوق
مغانجوق، روستایی از توابع بخش مرکزی شهرستان سلماس استان آذربایجان غربی است 

## جمعیت
این روستا در دهستان زولاچای قرار داشته و بر اساس سرشماری سال ۱۳۸۵ جمعیت آن ۲۹۶۳ نفر (۷۹۸ خانوار) بوده‌است.